# Azúcar piedra

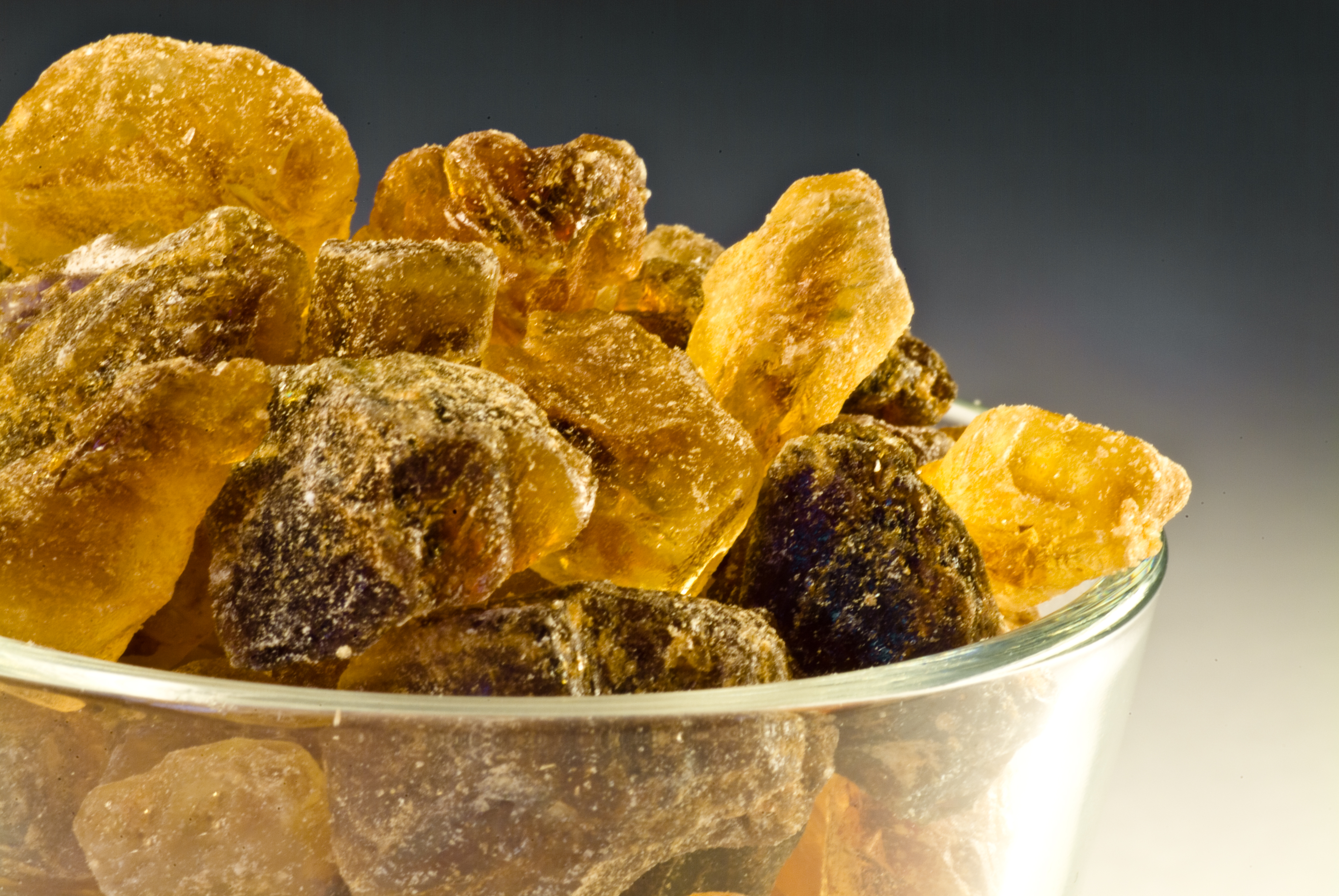
Azúcar piedra moreno tradicional.

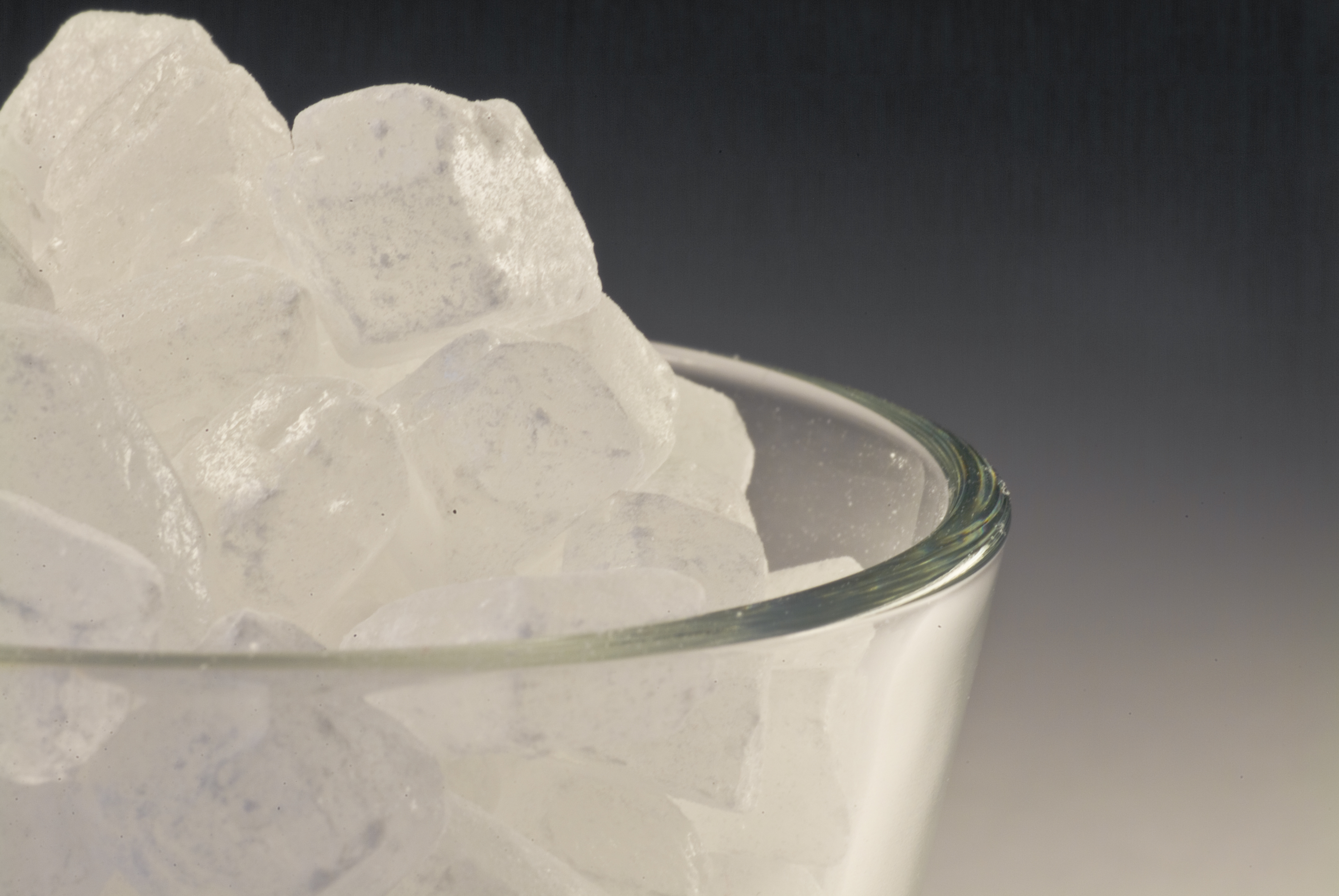
Azúcar piedra blanco.

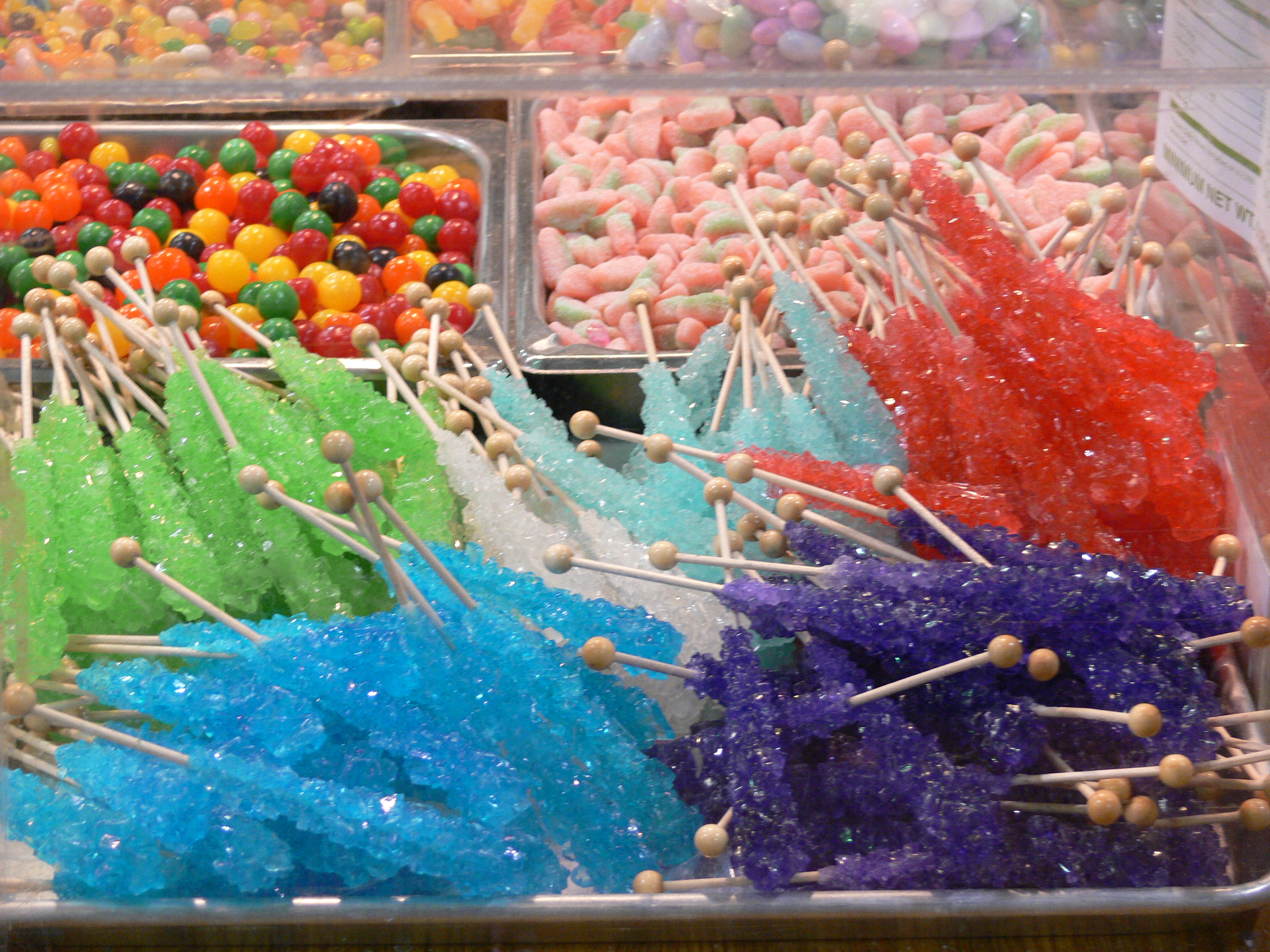
Azúcar piedra de distintos colores.

El azúcar piedra, azúcar cande o azúcar roca ("Rock Candy" en inglés) es un producto de confitería formado por cristales de azúcar relativamente grande, que se forman permitiendo que una solución sobresaturada de azúcar y agua se cristalice sobre una superficie adecuada para la nucleación de cristal, como por ejemplo una cadena o un palo. Calentar el agua antes de añadir el azúcar permite disolver más cantidad de ésta, obteniéndose así cristales mayores, que se forman tras 6–7 días. Pueden añadirse colorantes a la mezcla para obtener caramelos de distintos colores.

## Origen
El azúcar piedra tiene su origen en la India y Persia. Escritores árabes de la primera mitad del siglo IX describieron la producción de azúcar piedra, obteniendo cristales como resultado del enfriamiento de soluciones sobresaturadas de azúcar. Para acelerar la cristalización, los confiteros aprendieron a sumergir ramitas pequeñas en la solución para que los cristales crecieran sobre ellas. La solución de azúcar se teñía con cochinilla o índigo y se aromatizaba con ámbar gris o esencias florales.

## En cocina
El azúcar piedra suele disolverse en té, siendo una parte importante de la cultura del té en Frisia oriental (Alemania), aunque también se usa en muchos otros países. En China se usa para endulzar el té de crisantemo, así como el tong sui (sopa de postre cantonesa) y el baijiu (vino destilado).
Se usa ampliamente en la India con anís como refrescante bucal, especialmente tras las comidas, y es un ingrediente frecuente de la gastronomía tamil, especialmente en la ciudad de Jaffna (Sri Lanka).
En la provincia holandesa de Frisia los trozos de azúcar piedra son un ingrediente del lujoso pan blanco fryske sûkerbôle.